# Saison 1982-1983 de snooker
Navigation
1981-1982 1983-1984
La saison 1982-1983 de snooker est la 15e saison de snooker. Elle regroupe 20 tournois organisés par la WPBSA entre juillet 1982 et le 27 mai 1983.

## Nouveautés
- Trois tournois comptent désormais pour le classement mondial : l'Open international, le tournoi des joueurs et le championnat du monde.
- Le Masters des Highlands, le championnat d’Écosse, le Classique d'Irlande du Nord et le Classique Bass and Golden Leisure ne sont pas reconduits.
- Création du championnat du monde par équipes et du tournoi Pontins Brean Sands.

## Calendrier
| C = Tournoi classé (professionnel)              |
| NC = Tournoi non classé (professionnel)         |
| TE = Tournoi par équipes (professionnel)        |
| P/A = Tournoi pro-am (professionnel et amateur) |

| Dates (mois-jour) | Dates (mois-jour) | Tournoi                            | Lieu             | Site                          | Cat. | Vainqueur            | Finaliste                     | Score   | Références |
| 07–??             | 07–??             | Masters d'Australie                | Sydney           | Channel 10 Television Studios | NC   | Steve Davis          | Eddie Charlton                | [ n 1 ] | [ 1 ]      |
| 09–23             | 09–26             | Masters d’Écosse                   | Glasgow          | Holiday Inn                   | NC   | Steve Davis          | Alex Higgins                  | 9–4     | [ 2 ]      |
| 09–27             | 10–10             | Open International                 | Derby            | Assembly Rooms                | NC   | Tony Knowles         | David Taylor                  | 9–6     | [ 3 ]      |
| 10–11             | 10–22             | Tournoi des joueurs                | Sutton Coldfield | La Reserve                    | C    | Ray Reardon          | Jimmy White                   | 10–5    | ,          |
| 10–11             | 10–22             | Tournoi des joueurs                | Aston            | International Snooker Club    | C    | Ray Reardon          | Jimmy White                   | 10–5    | ,          |
| 10–23             | 10–31             | Coupe du monde                     | Reading          | Hexagon Theatre               | TE   | Canada               | Angleterre                    | 4–2     | ,          |
| 10-??             | 10-??             | Tournoi Pontins pro-am (automne)   | Prestatyn        | Pontins                       | P/A  | Steve Duggan (en)    | Kevin Lownds                  | 7-3     |            |
| 11–20             | 12–04             | Championnat du Royaume-Uni         | Preston          | Preston Guild Hall            | NC   | Terry Griffiths      | Alex Higgins                  | 16–15   | [ 8 ]      |
| 12–16             | 12–19             | Championnat du monde par équipes   | Londres          | Crystal Palace                | TE   | Steve Davis Tony Meo | Terry Griffiths Doug Mountjoy | 13–2    | ,          |
| 01–??             | 01–??             | Pot Black                          | Birmingham       | Studios Pebble Mill           | NC   | Steve Davis          | Ray Reardon                   | 2–0     | ,          |
| 01–09             | 01–16             | Classique de snooker               | Warrington       | Spectrum Arena                | NC   | Steve Davis          | Bill Werbeniuk                | 9–5     | [ 13 ]     |
| 01–23             | 01–30             | Masters                            | Londres          | Wembley Conference Centre     | NC   | Cliff Thorburn       | Ray Reardon                   | 9–7     | ,          |
| 02–16             | 02–20             | Championnat du pays de Galles      | Ebbw Vale        | Ebbw Vale Leisure Centre      | NC   | Ray Reardon          | Doug Mountjoy                 | 9–1     | ,          |
| 02–21             | 02–23             | Classique Tolly Cobbold            | Ipswich          | Corn Exchange                 | NC   | Steve Davis          | Terry Griffiths               | 7–5     | ,          |
| 02–28             | 03–06             | Masters International              | Derby            | Assembly Rooms                | NC   | Ray Reardon          | Jimmy White                   | 9–6     | ,          |
| 03–09             | 03–13             | Championnat d'Irlande              | Belfast          | Mayfield Leisure Centre       | NC   | Alex Higgins         | Dennis Taylor                 | 16–11   | [ 22 ]     |
| 03–22             | 03–27             | Masters d'Irlande                  | Kill             | Goff's                        | NC   | Steve Davis          | Ray Reardon                   | 9–2     | ,          |
| 04–16             | 05–02             | Championnat du monde               | Sheffield        | Crucible Theatre              | C    | Steve Davis          | Cliff Thorburn                | 18–6    | [ 26 ]     |
| 05–07             | 05–14             | Tournoi Pontins professionnel      | Prestatyn        | Pontins                       | NC   | Doug Mountjoy        | Ray Reardon                   | 9–7     | ,          |
| 05–07             | 05–14             | Tournoi Pontins pro-am (printemps) | Prestatyn        | Pontins                       | P/A  | Terry Griffiths      | Ray Reardon                   | 7-3     |            |
| 05–21             | 05–27             | Tournoi Pontins Brean Sands        | Burnham-on-Sea   | Sands Holiday Village         | NC   | Tony Meo             | Silvino Francisco             | 9–7     | [ 29 ]     |

## Classement mondialen début et fin de saison

### Classement après lechampionnat du monde 1982
| Rang | Évol.         | Joueur          | Points |
| 1    | 1             | Cliff Thorburn  | 9      |
| 2    | 11            | Steve Davis     | 8      |
| 3    | 2             | Terry Griffiths | 8      |
| 4    | 3             | Ray Reardon     | 7      |
| 5    | 1             | Dennis Taylor   | 7      |
| 6    | 8             | Doug Mountjoy   | 6      |
| 7    | 2             | David Taylor    | 6      |
| 8    | 5             | Eddie Charlton  | 6      |
| 9    | 1             | Bill Werbeniuk  | 5      |
| 10   | 1             | Kirk Stevens    | 5      |
| 11   | 7             | Alex Higgins    | 5      |
| 12   | 4             | Fred Davis      | 4      |
| 13   | 1             | John Virgo      | 4      |
| 14   | 1             | John Spencer    | 3      |
| 15   | 8             | Perrie Mans     | 3      |
| 16   | en stagnation | Graham Miles    | 2      |

### Classement après lechampionnat du monde 1983
| Rang | Évol.         | Joueur          | Points |
| 1    | 3             | Ray Reardon     | 9      |
| 2    | 9             | Alex Higgins    | 8      |
| 3    | 2             | Cliff Thorburn  | 8      |
| 4    | 2             | Steve Davis     | 7      |
| 5    | 3             | Eddie Charlton  | 6      |
| 6    | 4             | Kirk Stevens    | 6      |
| 7    | 1             | Doug Mountjoy   | 6      |
| 8    | 1             | David Taylor    | 5      |
| 9    | en stagnation | Bill Werbeniuk  | 4      |
| 10   | 11            | Jimmy White     | 3      |
| 11   | 4             | Perrie Mans     | 3      |
| 12   | 2             | John Spencer    | 3      |
| 13   | 8             | Dennis Taylor   | 3      |
| 14   | 11            | Terry Griffiths | 3      |
| 15   | 5             | Tony Knowles    | 2      |
| 16   | 6             | Willie Thorne   | 2      |